# Joánisz Mitrópulosz
Joánisz Mitrópulosz (görögül: Ιωάννης Μητρόπουλος; Athén, 1874 – ?) olimpiai bajnok görög tornász.
Az 1896. évi nyári olimpiai játékokon indult tornában, a gyűrűgyakorlatban. Szoros csatában verte meg a német Hermann Weingärtnert. Tagja volt még a bronzérmes korlátcsapatnak.
Később jogi diplomát szerzett és ügyvéd lett.